# Arkadiusz Piech
Arkadiusz Piech (* 7. Juni 1985 in Świdnica, Polen) ist ein polnischer Fußballspieler.

## Vereinskarriere
Arkadiusz Piech spielte in seiner Jugend für Polonia Świdnica. Von 2003 bis 2008 auch in der ersten Mannschaft von Polonia Świdnica bzw. Polonia/Sparta Świdnica. 2008 wurde er an den Drittligisten Gawin/Ślęza Wrocław ausgeliehen und konnte in 18 Ligaspielen neun Tore erzielen. Dies weckte das Interesse des damaligen Zweitligisten Widzew Łódź und er wurde erneut ausgeliehen, bevor er 2010 endgültig den Durchbruch schaffte und zum Erstligisten Ruch Chorzów wechselte. Am Ende der Saison 2011/12 wurde Piech als Spieler der Saison ausgezeichnet. Im Januar 2013 entschied er sich seinen im Juni 2013 auslaufenden Vertrag bei Ruch Chorzów nicht zu verlängern.
Eine knappe Woche später wechselte Piech zur Rückrunde der Spielzeit 2012/13 in die türkische Süper Lig zu Sivasspor. Er unterschrieb bis Ende Juni 2016.
Nach einem halben Jahr in der Türkei kehrte er nach Polen zurück, indem er einen Vertrag bei Legia Warschau unterschrieb. Anfang 2015 wurde er an GKS Bełchatów ausgeliehen. Hier konnte er in der polnischen Ekstraklasa 11 Tore in 15 Spielen erzielen. Die Hinrunde der Saison 2015/16 spielte er wieder für Legia Warschau, kam aber nicht über 6 Kurzeinsätze hinaus. Im Januar 2016 wechselte er auf Leihbasis zu AEL Limassol aus Zypern. Hier war er Stammspieler und konnte in 13 Ligaspielen 9 Tore erzielen. Zur Saison 2016/2017 wurde er vom zyprischen Ligakonkurrenten Apollon Limassol verpflichtet. Für Apollon konnte er 9 Tore in 26 Spielen erzielen und wurde Zyprischer Pokalsieger. Zur Saison 2017/2018 kehrte Arkadiusz Piech nach Polen zurück und unterschrieb bei Śląsk Wrocław. Nach zwei Jahren wechselte er in die zweite Liga zu Odra Opole, wo er drei Jahre lang blieb. Anschließend schloss er sich dem Drittligisten Górnik Polkowice an.

## Nationalmannschaft
In der polnischen Nationalmannschaft debütierte er am 16. Dezember 2011 beim 1:0-Sieg gegen Bosnien und Herzegowina.

## Erfolge
- UEFA Regions’ Cup 2007 mit der Region Niederschlesien
- Spieler der Saison 2011/12 in der Ekstraklasa
- Polnischer Meister 2016
- Zyprischer Pokalsieger 2017